# أولريكا براندستورب
أولريكا براندستورب (بالنرويجية: Ulrikke Brandstorp‏) هي مغنية نرويجية ولدت في يوم 13 يوليو 1995 في مدينة ساربسبورغ في النرويج. بدأت الغناء في سنة 2013 واشتهرت بعد مشاركتها في برنامجي أيدول في سنة 2013 وبرنامج ذا فويس في سنة 2015. 